# Richard M. Watt
Richard Martin Watt (ur. 10 listopada 1930, zm. 26 stycznia 2015) – amerykański pisarz, historyk i przedsiębiorca.

## Życiorys
Urodził się w 1930 w Stanach Zjednoczonych. Po ukończeniu Dartmouth College służył przez trzy lata jako oficer w marynarce wojennej USA. Później pracował w firmie chemicznej, której był prezesem. Mieszkał w Mendham w stanie New Jersey.
Jego zainteresowania historyczne skupiały się na najnowszych dziejach Europy. Oprócz artykułów publikowanych w „The New York Times” i „The Washington Post” wydał trzy książki przetłumaczone na kilka języków:
- Dare Call It Treason – o buntach w armii francuskiej w 1917 (wydana w pięciu językach)
- The Kings Depart – o traktacie wersalskim i rewolucji w Niemczech w latach 1918–1919 (wydana w dziesięciu językach)
- Bitter Glory. Poland and its Fate 1918–1939 (1979) – o międzywojennej historii Polski. W 2005 ukazała się polska wersja pt. Gorzka chwała. Polska i jej los 1918–1939 w przekładzie Piotra Amsterdamskiego, z przedmową Normana Daviesa.

Richard M. Watt w listopadzie 2005 promował Gorzką chwałę na Międzynarodowych Targach Książki w Warszawie.